# 학전
학전은 김민기가 대표로, 극단으로 시작하여  높은 작품성의 연극, 뮤지컬, 콘서트 등 다양한 공연을 기획, 제작하는 종합 제작사로, 30여년이 넘는 시간 동안 수준 높은 작품을 선보이는 대한민국 대표하는 공연예술단체이다. 2024년 3월 15일부로 학전 소극장을 폐관하였다.
- 1991년 3월 15일, 종로구 대학로에서 학전 소극장을 개관하였다.
- 1994년 정식으로 '극단 학전'을 창단하였다.
- 문화 예술계를 이끌어 가고 있는 수많은 아티스트 및 걸출한 스태프들을 배출하여 '예술인 산실'이라는 명성을 가지고 있다.
- 개관 이후 <지하철 1호선>을 시작으로 <모스키토>, <의형제>, <개똥이> 등 한국 사회 정서를 녹여 내 '한국형' 뮤지컬을 선보이며 국내 뮤지컬계의 발전을 이끌었다.
- 2004년부터 <학전 어린이 무대> 시리즈 작품을 선보이며, 어른보다 미숙한 존재가 아닌 주체성과 자립심을 가진 존재로서 '아이들'을 바라보며, 진짜 아이들의 꿈과 소망을 다룬 아이들을 위한 공연을 만들고 있다.

## 작품 목록

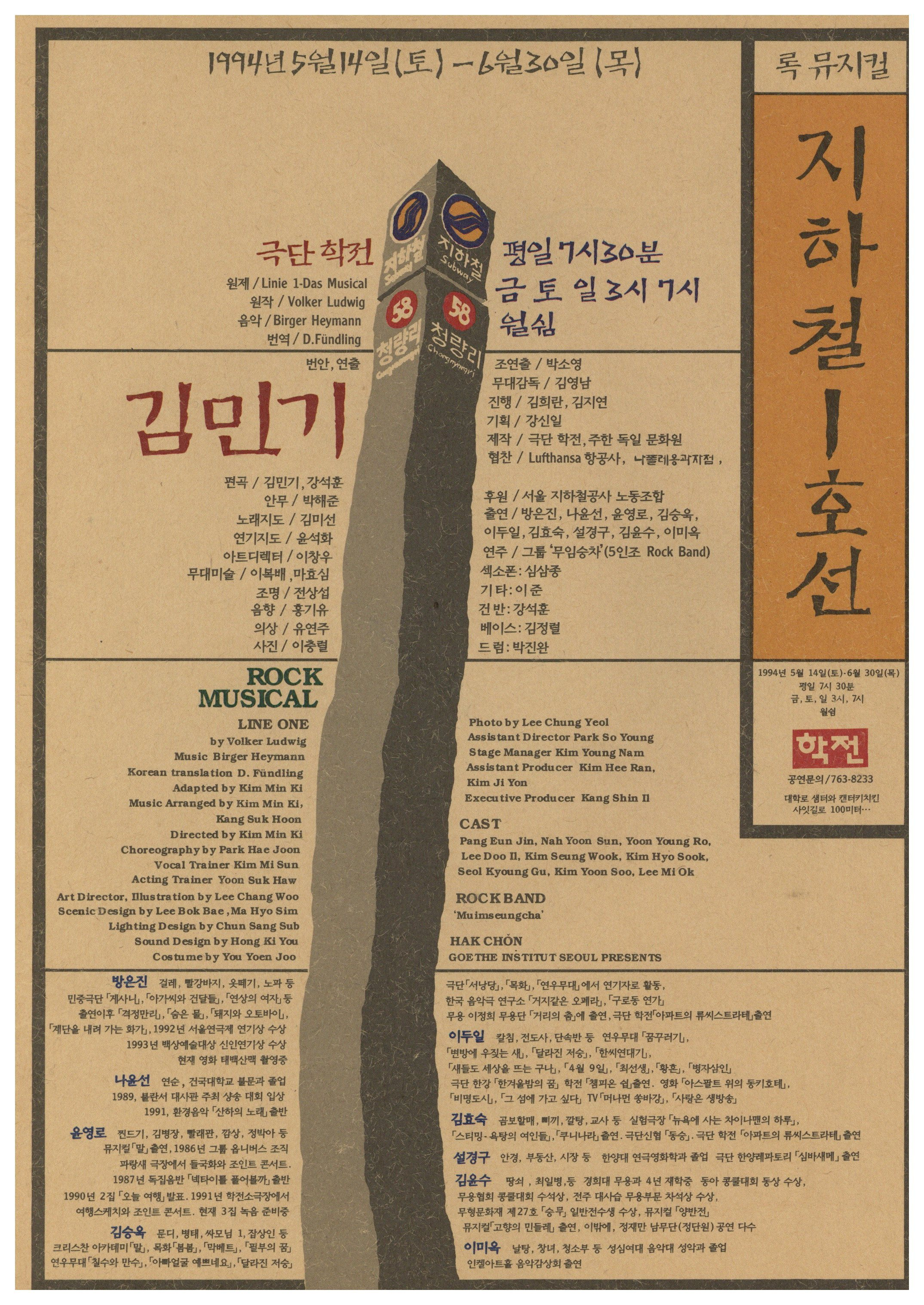
지하철1호선의 초연 당시 포스터 (디자인 이창우)

- 1994년 초연, 록 뮤지컬 <지하철 1호선> : 독일 'Linie Eins'의 번안극
- 1995년 초연, 록 뮤지컬 <개똥이> : 원작 - 윤기현의 동화 '서울로 간 허수아비' 중 '사랑의 빛'
- 1997년 초연, 록 뮤지컬 <모스키토> : 독일 'Die Moskitos sind da'의 번안극
- 1998년 초연, 뮤지컬 <의형제> : 영국 'Blood Brothers'의 번안극
- 2004년 초연, 어린이 무대 <우리는 친구다> : 독일 'Max Und Milli'의 번안극
- 2008년 초연, 어린이 무대  <고추장 떡볶이> : 독일 'Spaghetti mit Ketchup'의 번안극
- 2008년 초연, 어린이 무대 <슈퍼맨처럼!> : 독일 'Stronger than Superman'의 번안극
- 2008년 초연, 어린이 무대 <그림자 소동> : 원작 - 강정연의 동화 '바빠 가족'
- 2009년 초연, 어린이 무대 <진구는 게임 중> : 독일 'Flimmer Billy'의 번안극
- 2009년 초연, 어린이 무대 <무적의 삼총사> : 독일 'Bella, Boss und Bulli'의 번안극
- 2009년 초연, 청소년 뮤지컬 <굿모닝 학교> : 뮤지컬 <모스키토>의 대본과 연출을 새롭게 바꾼 작품
- 2010년 초연, 뮤지컬 <분홍병사> : 프랑스 'Le Soldat Rose'의 번안극
- 2010년 초연, 뮤지컬 <도도> : 원작 - 강정연의 동화 '건방진 도도군'
- 2012년 초연, 연극 <더 복서(복서와 소년)> : 독일 'Das Herz eines Boxers'의 번안극
- 2014년 초연, 연극 <유령놀이> : 원작 - 서화교의 동화 '유령놀이'
- 2016년 초연, 영상 노래극 <연이의 일기> : 김민기의 노래 '엄마, 우리 엄마' '백구' '아빠 얼굴 예쁘네요' 총 3곡을 엮어 만든 극

### <지하철 1호선>
<지하철 1호선>은 당시 한국 사회와 소시민들의 모습과 정서를 면밀히 그려 낸 작품으로, 한국 뮤지컬계의 교과서로 불리며 역사적인 명성을 갖고 있다. 공연 횟수를 무려 4000회를 넘기며 대학로 대표 뮤지컬로 자리 잡았다.
- 소극장 최초로 라이브 밴드를 도입한 뮤지컬이다. 5인조  밴드 <무임승차>는 공연 내내 라이브로 연주를 진행한다.
- 초연 이후, 매년 시대적 상황에 맞게 각색하였으나, 2000년 이후부터는 21세기에 남기는 '20세기의 초상'이자, '세기말 한국 사회의 모습을 담은 기록물'로서의 가치를 담으며 1998년 IMF 외환 위기 당시 서울로 배경을 정착시켰다.
- 2000년, 원작 <Linie Eins>의 원작자 폴커 루드비히(Volker Ludwig)씨와 작곡자 비르거 하이만 (Birger Heymann)씨로부터   " <지하철 1호선>은 학전의 작품"이라는 칭송과 저작권료를 전액 면제 받았다. 원작자에게 독자성을 인정받아 저작권료 전액 면제를 받은 것은 한국 뮤지컬계의 이례적인 상황으로 큰 화제를 모았다.
- 2001년, 독일 베를린 Grips Theater에서의 공연을 통해 현지 언론과 평단으로부터 극찬을 받으며 세계 공연계의 시선을 집중시켰다.
- 2001년, 중국 북경과 상해 공연에서는 중국관객들의 열광적인 환호와 더불어 급격한 자본주의화의 흐름에 휩쓸리고 있는 지금 중국의 고민이 투영되는 작품으로 평가받으며 중국 언론과 지식인 사회로부터 집중적인 조명을 받았다.
- 2001년,일본국제교류기금의 기획·초청공연으로 11월 동경, 오사카, 후쿠오카까지 일본 투어 공연을 진행하였다.
- 2003년, 아시아 굴지의 국제규모 예술 축제인 홍콩 아츠 페스티벌에 한국 연극·뮤지컬로는 최초로 초청되어 전회 매진을 기록하며 성공적인 공연을 마쳤다.
- 2005년, 한국이 주빈국으로 선정된 세계 최대 규모의 도서전이자 문화올림픽인 ‘2005 프랑크푸르트 도서전’ 의 주빈국 행사의 일환으로 전세계에서 모인 관객들을 대상으로 공연해 ‘지금의 한국문화를 세계에 알리는 힘있는 뮤지컬’로 평가받았다.
- 2003년, 원작인 독일 그립스 극단을 초청, 문예회관 대극장에서 원작 공연을 선보이면서 독일의 <Linie 1– Musikalische Revue>와 한국의 <지하철 1호선>이 함께 공연되는, 한독 문화교류사에 의미 있는 기록을 남기기도 하였다. 나아가 지난 출연진들이 3000회를 기념하는 총 3회의 공연을 함께 했으며, 원작자 폴커 루드비히는 공을 인정받아 문화관광부 장관으로부터 감사장을 받았다
- 2011년, ‘박물관으로 간 지하철 1호선(서울역사박물관)’을 전시하기도 하였다.
- 2018년, 10년 만에 다시 새롭게 변화시킨 음악과 함께 다시 무대 위로 올랐다.
- 2019년, 독일 그립스 극단 50주년 페스티벌의 폐막작으로 초청되었다.
- 2021년, 대국국제뮤지컬페스티벌(DIMF) 공식 초청작으로 대구 오페라 하우스에 공연되었다.

### <학전어린이무대>
이 시대를 새로이 이끌어 갈 어린이들 위한 공연의 필요성을 느낀 김민기 대표의 뜻에 따라, 2004년부터 매해 <학전어린이무대> 시리즈 공연을 진행하고 있다.
- 학전 어린이 무대에는 판타지, SF, 영웅과 악당의 권선징악 스토리 소재가 등장하지 않는다.
- 새로운 친구와의 만남 부모님의 이혼, 학교 폭력, 게임 중독, 장애 아동이 겪는 차별 등 우리 일상에서 만나볼 수 있는 사건들을 무대 위로 올린다.
- 배려와 공감, 소통과 믿음 등 따듯한 마음과 가치를 아이들이 자연스레 습득할 수 있도록 풀어낸다.
- 어린이들의 시각에서 풀어 낸 극은 아이의 공감을 이끌어 낸다. 아이들과 공연을 같이 관람하는 어른들에게는 '어른 동화'로써 신선한 재미와 가슴 찡한 교훈을 선사한다.
- 아이부터 어른까지 전 세대가 한 곳으로 모일 수 있는 소통의 장을 마련하고자 한 학전의 뜻이 담겨있다.
- 공연 내내 연주자가 극의 상황에 맞춰 라이브로 연주를 한다. 키보드, 어쿠스틱 기타, 일렉기타, 콘트라베이스, 알토리코더, 실로폰, 멜로디언 등등 각각의 공연마다 다양한 악기들이 함께한다.

## 출신 인물

### 김대명
강신일 / 이황의 / 설경구 / 김윤석 / 장현성 / 황정민 / 조승우 / 서범석 / 방은진 / 배해선 / 이정은 / 오지혜 / 김선화 / 이일진 / 권재환 / 채국희 / 안내상 / 김희원 / 박명훈 / 남문철 / 배성우 / 김원해 / 이종혁 / 신성록 / 박윤희 / 안세호 / 김무열 / 전배수 / 박혁권 / 이두일 / 이성욱 / 최덕문 / 김종구 / 임문희 / 정문성 / 박정표 / 김재범 / 방진의 / 구원영 / 이정헌 / 최민철 / 최영우 / 김대명 / 박형수 / 김중기 / 최재웅 / 김국희 / 김히어라 / 서지영 / 정욱진 / 이문식 / 김의성 / 홍석천 / 박성일 / 김은영 / 유선 / 서영희 / 김비비 / 이선빈

### 학전에서 공연을 했던 가수들 (기획, 대관)
여행스케치 / 김광석 / 윤도현 / 나윤선 / 강산에 / 들국화 / 권진원 / 박학기 / 동물원 / 노래를 찾는 사람들 / 정원영 / 한영애 / 이적 / 정준일 / 심현보  등
김광석은 학전 소극장에서  1000회 라이브라는 위대한 업적을 남기기도 했다.

## 학전 블루 소극장
1991년에 대학로에 개관하였다. 학전의 메인 공연장으로, 학전의 제작, 기획 공연뿐만 아니라 콘서트와 김광석 노래부르기 경연 장소 등 다양한 복합문화 공간으로 사용되고 있다.  서울 지하철 4호선 혜화역 2번 출구와 가깝다. 2024년 3월 15일부로 학전블루 소극장을 폐관하였다.<

## 학전 그린 소극장
1996년 5월에 개관, 학전의 뮤지컬, 연극등을 공연하였으나, 새 건물주의 용도 변경으로 인하여  2013년 3월 10일 폐관하였다.

## 수상 목록
- 2024년 제8회 한국 뮤지컬 어워즈 공로상